# Trog (Meteorologie)
Ein Trog ist ein ausgedehnter Bereich relativ geringen atmosphärischen Luftdrucks. Bei der Troglage bzw. Trogwetterlage gibt es zwei Ausprägungen: den Höhentrog und den Bodentrog.

## Bodentrog oder Rückseitentrog
Als Bodentrog oder auch Rückseitentrog werden bodennahe Bereiche tiefen Luftdrucks an der Rückseite eines kräftigen und bereits alternden Tiefs bezeichnet, hinter dessen Kaltfront oder Okklusion. In diesen Bereichen kommt es zu einer erneuten Vertiefung der Zyklone infolge kräftiger Aufgleitvorgänge der Luftmassen, die entstehen, wenn die Höhenwarmluft auf der Vorderseite des Tiefs um dessen Zentrum (T) herumgeführt wird und auf der Rückseite in den Bereich der Kaltluft gelangt.
Bodentröge sind nicht vollständig von höherem Luftdruck umschlossen, was sie von den Tief genannten Tiefdruckgebieten unterscheidet. Außerdem weisen sie keine geschlossene Wirbelzirkulation auf. In der Regel (Nordhalbkugel) sind die Isobaren der Kaltluft „sackförmig“ weit in eine südliche Richtung hin ausgebaucht, insofern ist es das Gegenteil einer Omegawetterlage.
Die Isobaren beulen sich vom Kern des Tiefs keil- oder trogförmig aus, wobei der Bodentrog anders als eine Front keine verschiedenen Luftmassen voneinander trennt. Man spricht so lange von einem Trog, wie die Zirkulation nicht abgeschlossen ist. Sobald es im Trogbereich zu einer abgeschlossenen Zirkulation kommt und sich dadurch ein abgeschlossener Kern bildet, spricht man von einem Trogtief.

### Bestimmung

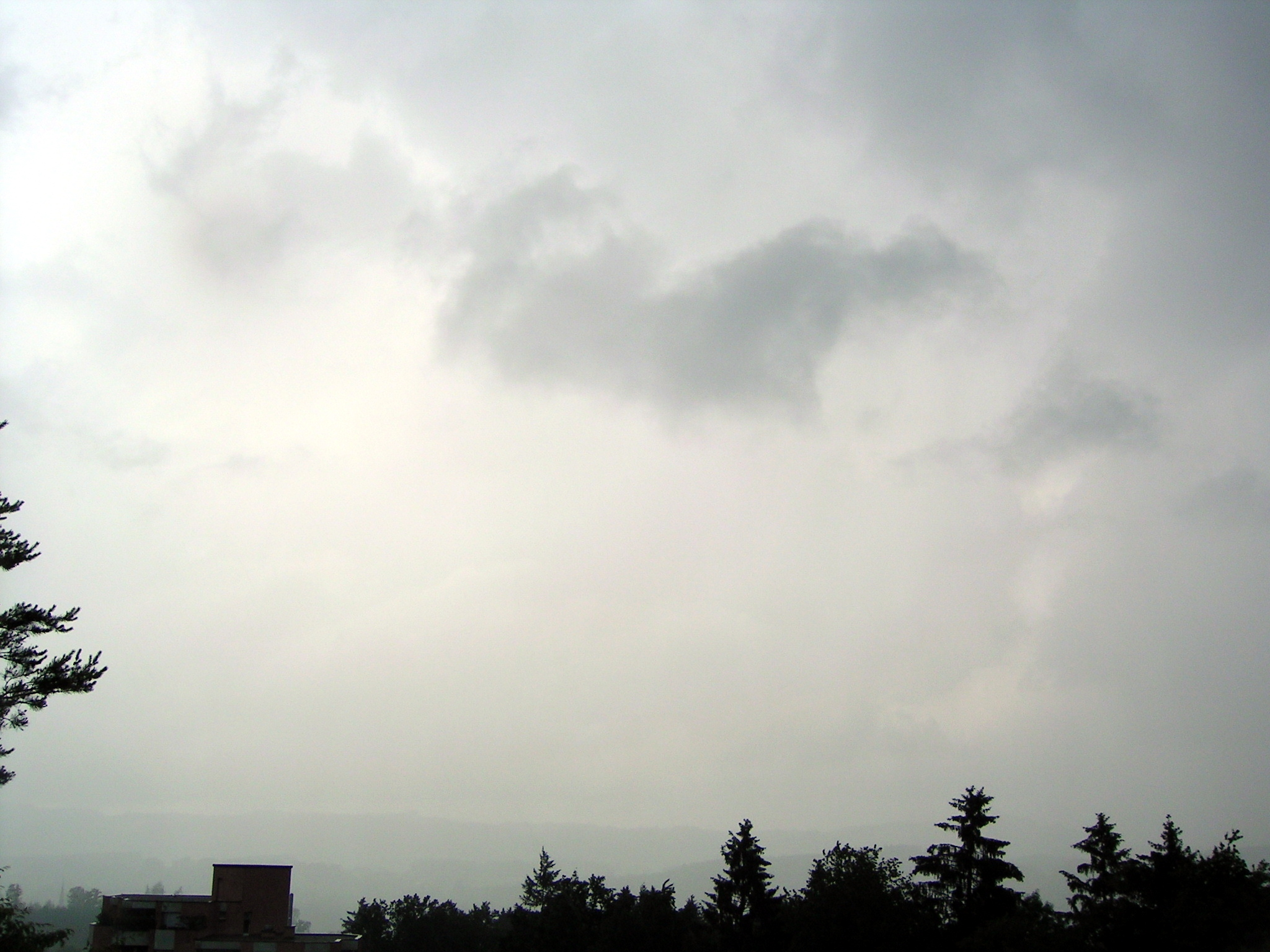
Nimbostratus

Ein Bodentrog kündigt sich dadurch an, dass nach Durchzug der Front nicht wie üblich ein Luftdruckanstieg erfolgt, sondern der Luftdruck nach kurzem Anstieg erneut schnell weiter fällt und der Wind nach vorherigem starkem Rechtdrehen wieder rückdreht. Der Bodentrog folgt einer Kaltfront oder Okklusion meist im Abstand von etwa 15 bis 20 Stunden und bringt dann eine erneute, wesentliche Wetterverschlechterung, die meist von sehr heftigen Windböen begleitet wird.
Die Bewölkung bei Troglagen kann sich grundsätzlich unterscheiden. Manchmal kann eine geschlossene Nimbostratusbewölkung vorherrschen, aus der lang anhaltender bis schauerartiger Niederschlag fällt. Meistens kommt es aber aufgrund der labilen Luftschichtung zu umfangreicher Kumulusbildung mit Schauer- und Gewitterzellen.

## Höhentrog

3. Rossby-Wellen im Jetstream:
a, b: Einsetzende Wellenbildung
c: Beginnende Abtrennung eines Kaltlufttropfens
blau/orange: kalte/warme Luftmassen

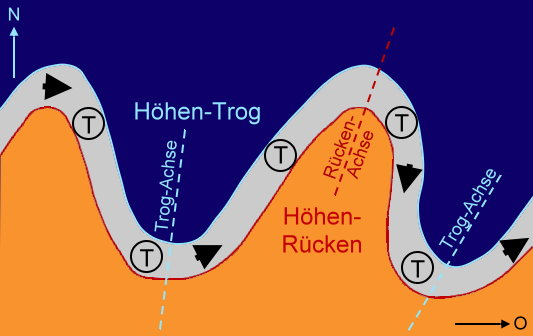
Eine schematische Rossby-Welle bildet Rücken und Tröge aus.

Der Höhentrog entsteht durch Mäandern eines Jetstreams. Dabei besteht der Höhentrog aus hochreichender Kaltluft, meist polaren Ursprungs. Beult sich der Jetstream nach Süden aus, so entsteht ein Höhentrog. Beult sich der Jetstream nach Norden aus, so entsteht ein Höhenkeil oder Höhenrücken.
Höhentröge befinden sich meistens in Luftschichten oberhalb von 4000 m.
Auf einer Trogvorderseite hat der Höhenwind eine südwestliche oder südliche Strömung. Hierbei wird Warmluft nach Nordosten oder Norden transportiert. Auf der Trogrückseite hat der Höhenwind dagegen eine nordwestliche oder nördliche Strömung und es wird Kaltluft nach Südosten oder Süden transportiert.
Tröge und Rücken sind Effekte der Rossby-Wellen.

### Bestimmung
Höhentröge sind an den starken zyklonal gekrümmten Isohypsen der Höhenwetterkarte zu erkennen. Als Standardkarte wird meist die Karte der 500-hPa-Druckfläche verwendet, die im Mittel in 5500 Metern Höhe liegt.

### Auswirkungen
Die Hoch- und Tiefbildung am Boden hängt sehr eng mit den Höhentrögen und -rücken zusammen.

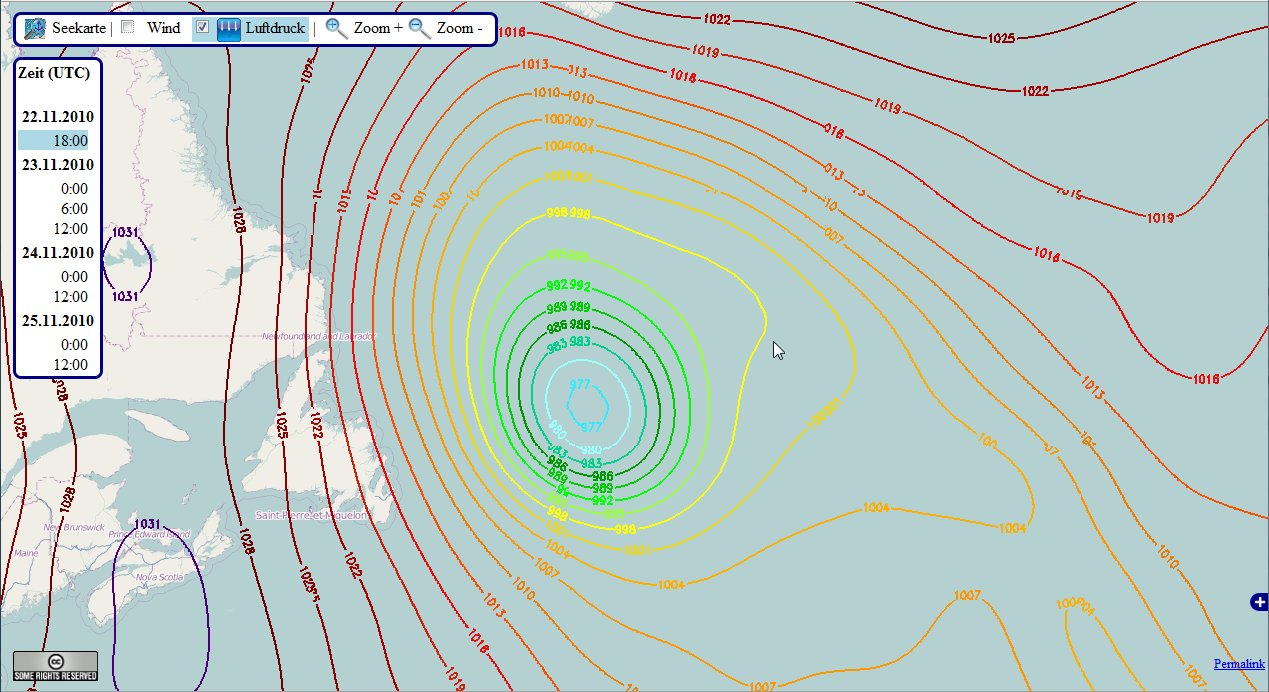
Isobarenkarte mit Tiefdruckgebiet

In einem Höhentrog besitzen die Höhenlinien (Isohypsen) im Bereich der Trogachse eine starke Krümmung. Vor der Trogachse laufen die Strömungslinien enger zusammen, sie konvergieren. Dadurch nimmt die Windgeschwindigkeit im Bereich der Trogachse zu. Aufgrund der starken Krümmung der Strömungslinien im Bereich der Trogachse wird die Luftmasse abgebremst, was dazu führt, dass sich die Luftmassen vor der Krümmung stauen. Die sich stauenden Luftmassen werden hauptsächlich nach unten abtransportiert, weil nach oben hin das Ende der Troposphäre einen Abtransport verhindert. Absinkende Luftmassen bedeuten am Boden einen steigenden Luftdruck, wodurch auf der Rückseite eines Trogs ein Hochdruckgebiet entsteht.
Hinter der Trogachse nimmt die Krümmung der Stromlinien rasch ab, und die Strömungslinien laufen auseinander, sie divergieren. Dadurch werden am Ausgang des Höhentroges mehr Luftmassen abtransportiert, wodurch es zu einem Massemangel kommt. Als Ausgleich strömen Luftmassen von unten nach. Aufsteigende Luftmassen lassen den Luftdruck am Boden fallen, und es entsteht am Boden ein Tiefdruckgebiet. So sind Tiefdruckgebiete am Boden auf der Vorderseite von Trögen durch die Hebung der Luftmassen sehr wetteraktiv und vertiefen sich hier stark. Für Fronten gilt das Gleiche.
Auch nach der Hoch- und Tiefbildung steuern Höhentröge die Verlagerung der bodennahen Drucksysteme. So verlagern sich bodennahe Tiefs in Abhängigkeit von der Achsenneigung des Höhentrogs zum Tief: Eine vertikale Achsneigung führt zu einem stationären Tief, eine ostwärts geneigte Achse führt zur Entwicklung eines Tiefs bzw. verlagert ein existierendes Tief ostwärts. Eine Rückwärtsneigung der Achse führt analog zur Verlagerung nach Westen bzw. Abschwächung des Tiefs.

## Kurzwellentrog
An der Grenze zur Warmluft entstehen Kurzwellentröge als kleinere Ausbeulungen am Rande der großräumigen Ausbeulung. Als kleinräumige Tiefdruckgebiete ziehen sie in rascher Folge entlang des Jetstreams nach Nordosten. Sie sind schwerer zu erkennen. Sie sind meistens recht wetterwirksam und können zu Regenfällen, Schnee, heftigen Gewittern und Tornados führen.

## Bedeutende Ereignisse infolge von Trogwetterlagen
Das Hochwasser in West- und Mitteleuropa 2021, bei dem es sich gemessen an der Todeszahl in Deutschland um die schwerste Naturkatastrophe seit der Sturmflut 1962 handelte, wurde von einer Trogwetterlage ausgelöst.